# Стівен Пірсі
Stephen Pearcy (народився 3 липня 1956) — соліст метал-групи 1980-х років Ratt. Він також входив до складу Mickey Ratt Arcade, Vicious Delite, Vertex, Nitronic і Band From Hell. Записувався як сольний виконавець.
Pearcy також працював актором: зіграв роль вбивці хіпі, Тімоті Баха, у фільмі жахів «Camp Utopia»

## Рання кар'єра
У ранньому віці, Стівен Ерік Пірсі прагнув бути головним гонщиком гоночного автомобілю і не висловлював ніякого бажання продовжувати кар'єру в музиці. Він слухав музику, а іноді ходив на концерти в 1970-х, однак він не думав пов'язати з музикою все своє життя. Доля втрутилася у майбутню кар'єру Pearcy, в той момент коли його збив автомобіль однієї літньої ночі 1974 року. Поки він у лікарні відновлювався після аварії, хтось дав йому акустичну гітару. Після короткого часу, Пірсі вирішив перекласти свою професійну спрямованість з водіння гоночних автомобілів на гру музики.
Він зібрав гурт, який назвав Міккі Ratt, дубляж на героя Уолта Діснея Mikki Mouse, в Сан-Дієго наприкінці 1970-х. Після того як він і група переїхала в Лос-Анджелес в 1980 році, назву гурту було скорочено до Ratt і оригінальний склад був утверджено. Граючи у клубах, як The Roxy і The Whisky, Ratt зібрав велику місцеву публіку. Після випуску шостої однойменної пісні EP в 1983 році, Ratt випустили свій перший Out of the Cellar на Atlantic Records в 1984 році, і він вийшов мульти-платиновим.
Після випуску одного золотого та чотирьох платинових альбомів, Пірсі покинув гурт в лютому 1992 року.
Пірсі і колишній барабанщик Cinderella Fred Coury створили гурт Arcade в 1992 році.
Arcade випустила однойменний альбом в 1993 році і ще один альбом наступного року. У 1996 році, Пірсі експериментував з гуртом під назвою Vertex.
Пірсі повернувся до Ratt в 1997 році, тільки щоб покинути гурт вдруге у 2000 році напередодні турне через розбіжності з розподілу фінансів серед учасників групи.

## Особисте життя
Пірсі одружений з американською моделлю Меліссою Пірсі 12 вересня 1999 після чотирирічного знайомства. У пари є дочка, Jewel, що народилася 25 липня. Сім'я в даний час живе в Лос-Анджелесі, Каліфорнія.